# BC Juventus Roma
Il BC Juventus Roma è stata una società di pallacanestro femminile di Roma, capitale d'Italia.
Ha partecipato a un'edizione di Coppa Ronchetti.

## Cronistoria
| Cronistoria del BC Juventus Roma |
| --- |
| - 1970-1971 · Intercontinentale, partecipa alla Serie B, promossa in Serie A. - 1971-1972 · Intercontinentale, 9ª in Serie A - 1972-1973 · Intercontinentale, 5ª in Serie A - 1973-1974 · Intercontinentale, 4ª in Serie A - 1974-1975 · Tazza d'Oro, 3ª in Serie A. Sedicesimi di finale di Coppa Ronchetti. - 1975-1976 · Tazza d'Oro, 4ª in Serie A. - 1976-1977 · Tazza d'Oro, 1ª nel Girone B di Serie A, 3ª nella Poule Scudetto. - 1977-1978 · Tazza d'Oro, 8ª nel Girone B di Serie A, 8ª nella Poule Salvezza, retrocessa in Serie B. |